# Tillandsia 'Azure Flame'
Tillandsia 'Azure Flame' es un cultivar híbrido del género Tillandsia perteneciente a la familia Bromeliaceae.
Es un híbrido creado en el año 1998 con las especies Tillandsia stricta × desconocido.